# Zkušební pilot

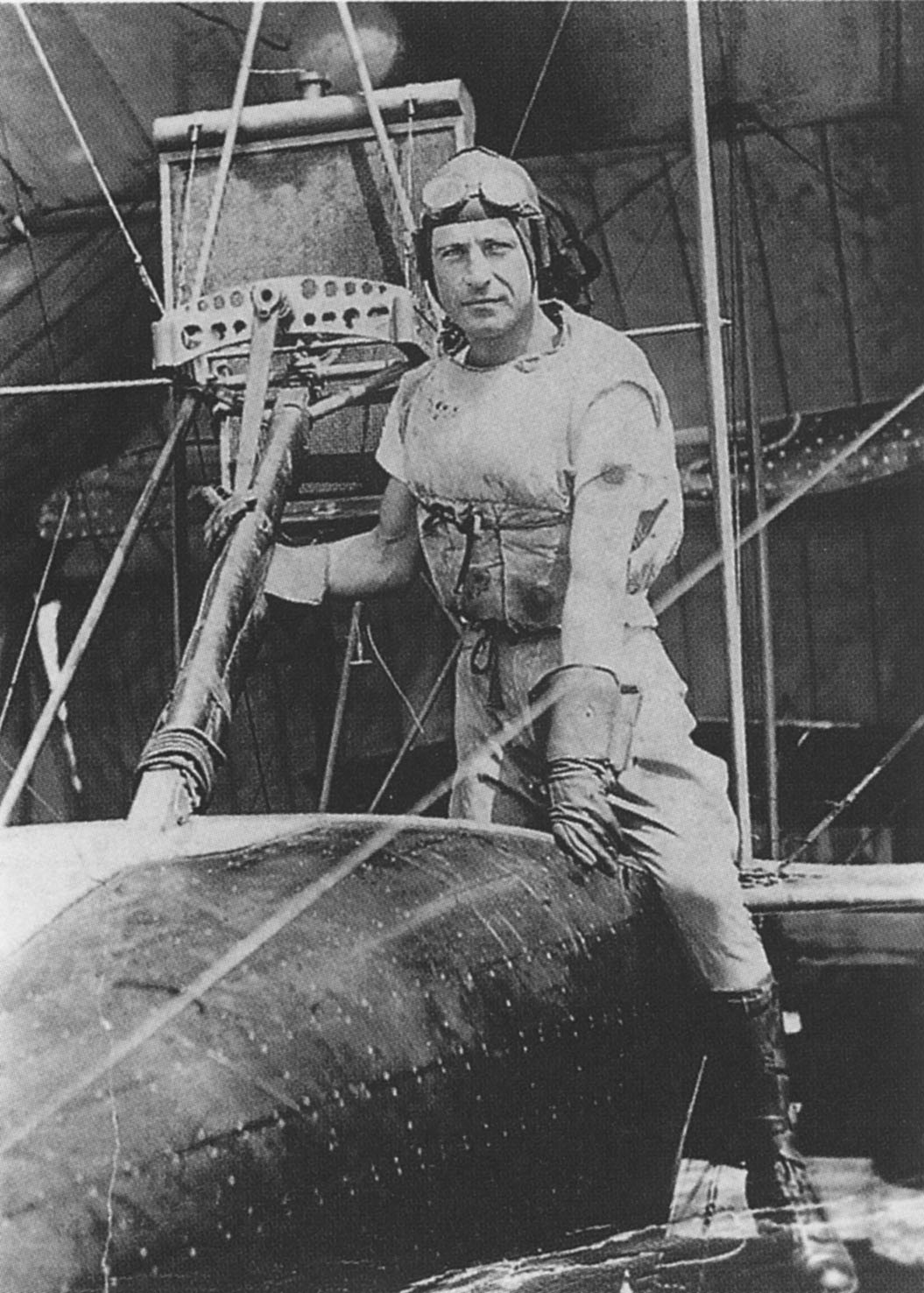
Francis T. Evans vyvinul nejlepší způsob nápravy vývrtky, 1917.

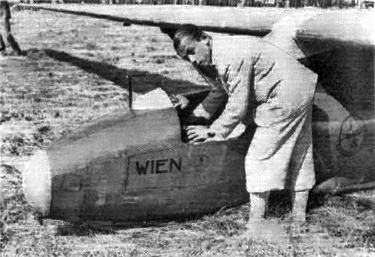
Robert Kronfeld – testovací pilot RAF, s kluzákem Lippisch Wien, 1931.

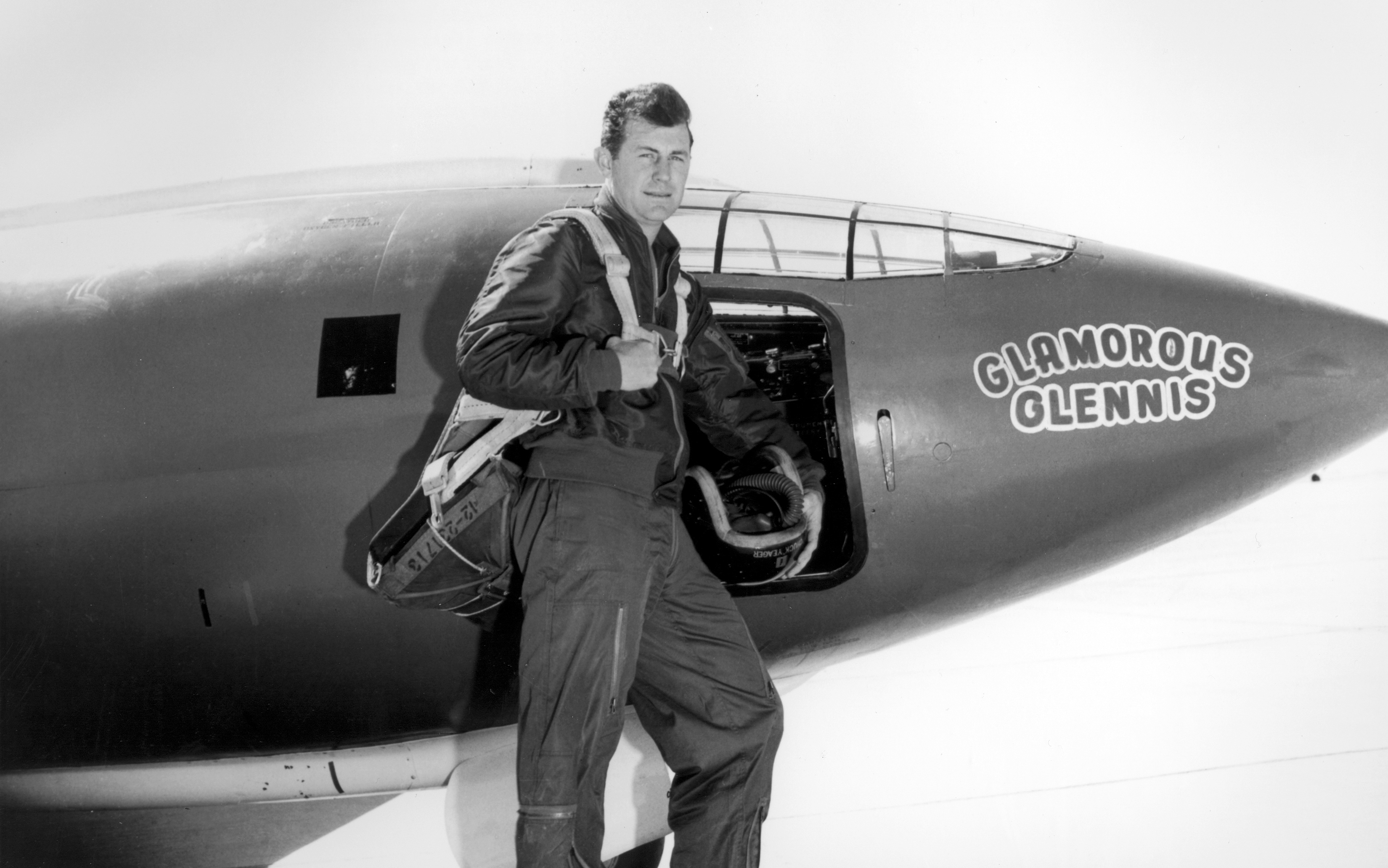
Chuck Yeager, na obrázku s převratným X-1, jako první pilot oficiálně překonal rychlost zvuku.

Zkušební pilot nebo testovací pilot je letec, který na nových nebo upravených letadlech, vrtulnících, závěsných nebo padákových kluzácích provádí speciálně určené manévry a letecké zkušební techniky, čímž umožňuje měření výsledků a zhodnocení designu letadla.
Zkušební letci pracují obvykle pro soukromé firmy nebo armádu. Testování vojenských letadel se považuje za nejnáročnější a nejriskantnější létání prováděné v období míru.
V 50. letech 20. století zahynul v průměru jeden zkušební pilot týdně. Riziko v dnešní době je oproti tomu už jen zlomkem, hlavně díky vyspělosti leteckých technologií, lepšímu testování na zemi a simulaci chování letadel. V poslední době přispělo ke zlepšení statistik při testování pokusných funkcí i nových konstrukcí i používání bezpilotních letounů. Pilotování experimentálních letadel zůstává stále nebezpečnější než jiné způsoby létání.

## Odbornost
Testovací pilot musí být schopen:
- Rozumět plánu testu;
- Dodržovat testovací plán, letět s letadlem velmi specifickým způsobem;
- Pečlivě zdokumentovat výsledky každého testu;
- Mít vynikající cit pro letadlo a přesně vycítit, kdy se letadlo chová zvláštně;
- Rychle řešit jakékoliv problémy vzniklé během zkoušky;
- Vypořádat se se situací, i když se nepodaří několik věcí najednou.

## Dějiny
Zkušební létání ve formě systematické činnosti začalo během první světové války ve výzkumném středisku britského Ministerstva obrany (RAE) ve Spojeném království. Zkušební lety začaly v Ústřední letecké škole Royal Flying Corps.
V 20. letech 20. století bylo zkušební létání dále vyvíjeno ve Spojeném království a v NACA v USA. Pokrok ve zkušebním létání nastal v 50. letech po vylepšení stability letadel a přesnosti jejich ovládání.